# Méline Gérard
Méline Gérard (de son nom complet Méline Orlane Christine Gérard) est une footballeuse internationale française née le 30 mai 1990 à Massy. Elle est retraitée depuis 2023.

## Biographie

### En club

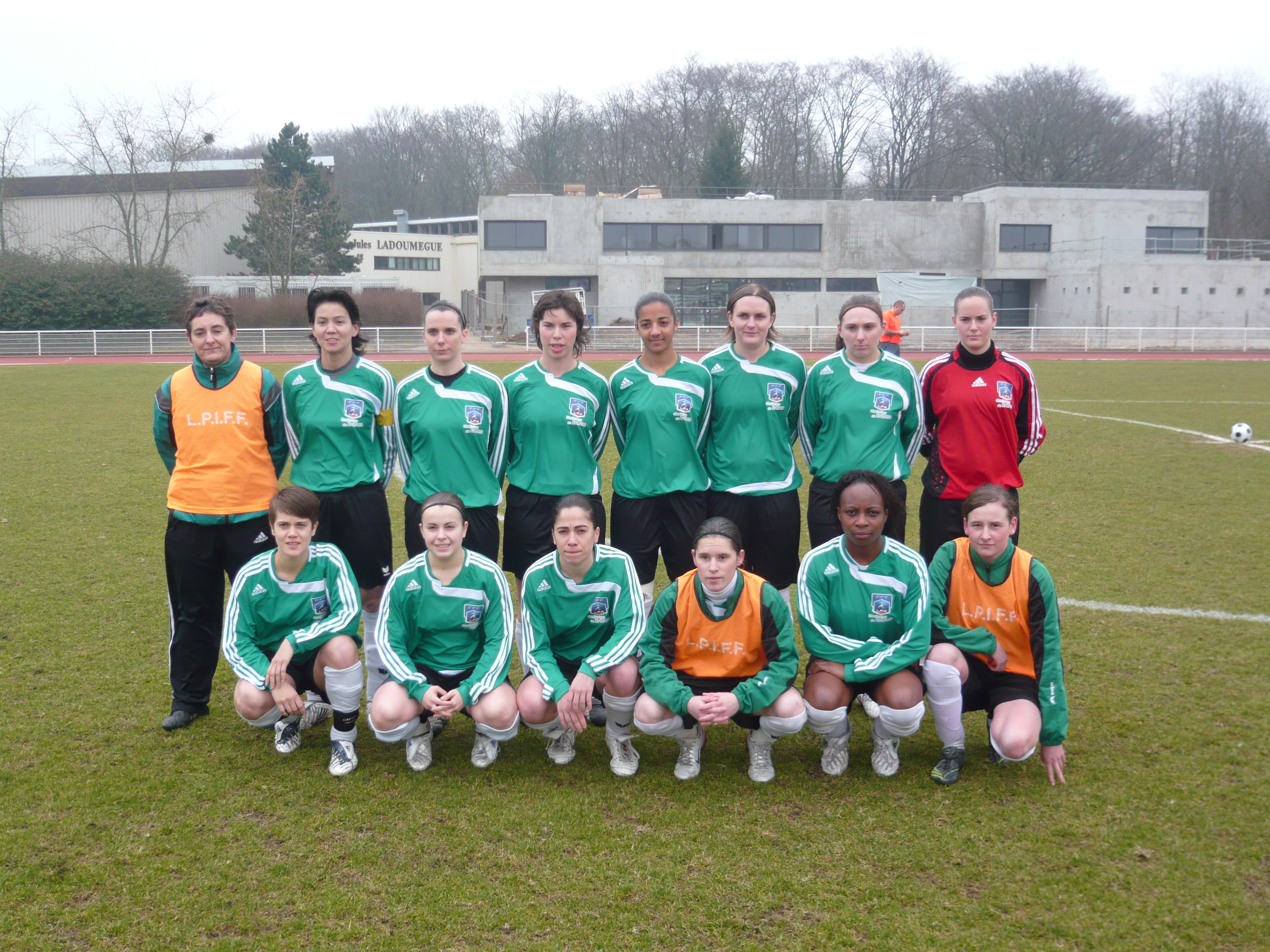
Méline Gérard, en maillot rouge, en 2009 avec l'ASMB.

En 2007, elle quitte la réserve de l'ASMB qui évolue en (DHR) pour rejoindre le PSG. Barrée par Cécile Quatredeniers, Méline Gérard ne joue que 11 matches en D1 avec le PSG et retourne à l'ASMB à l'issue de la saison. Lors de la saison 2008-2009, elle est titulaire dans les buts de l'ASMB qui est promue en Division 1. 
L'ASMB ne reste qu'une saison en D1, le club se classant dernier du championnat. Après la relégation du club, Méline Gérard rejoint l'ASSE à l'été 2010.
En juin 2014, elle signe à l'Olympique lyonnais en tant que doublure de Sarah Bouhaddi.
En manque de temps de jeu à Lyon, elle signe en 2017 à Montpellier.
En 2019, elle quitte le championnat de France pour s'engager au Betis Séville. Après deux ans en Andalousie, elle rejoint le Real Madrid.

### En sélection
En 2008, Méline Gérard est sélectionnée en équipe de France des moins de 20 ans et participe à la Coupe du monde féminine des moins de 20 ans.
Méline Gérard est convoquée en équipe de France A en septembre 2014 à l'occasion des matches contre la Finlande, les 13 et 18 septembre mais ne joue aucune des deux rencontres. Elle doit attendre le 4 mars 2015, pour jouer son premier match en équipe de France, face au Portugal.
Le 23 avril 2015, elle est sélectionnée dans la liste des 23 pour la Coupe du monde 2015. Le 7 mars 2017, elle est titulaire lors de la victoire 3-0 contre les États-Unis au dernier match de la SheBelieves Cup 2017.

### Reconversion
En juillet 2023, peu de temps après l'annonce de sa fin de carrière de joueuse, elle devient entraîneure des gardiennes de la réserve de l'Olympique lyonnais.
Deux ans plus tard, elle quitte l'OL pour rejoindre le staff de Sonia Bompastor et Camille Abily à Chelsea.

## Palmarès

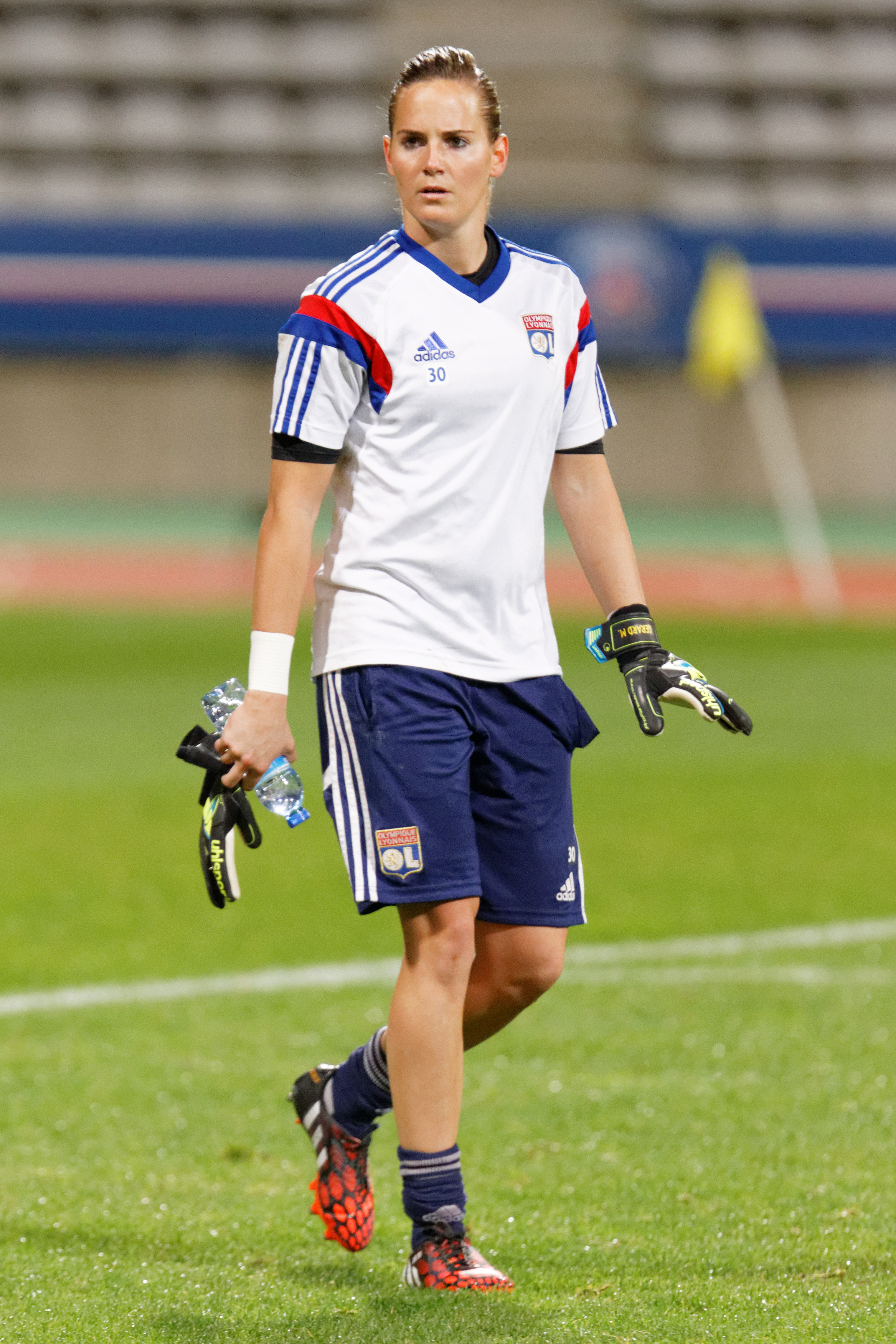
Meline Gérard avec l'Olympique lyonnais 2014.

### En club
AS Saint-Étienne
- Challenge de France (1) : 
  - Vainqueur : 2011

 Olympique lyonnais
- Coupe de France (3)
  - Vainqueur : 2015, 2016 et 2017
- Championnat de France (3)
  - Vainqueur : 2015, 2016 et 2017
- Ligue des champions féminine de l'UEFA (2)
  - Vainqueur : 2016 et 2017

### En sélection
- Vainqueur : SheBelieves Cup 2017

## Statistiques

### En club
| Saison                | Club                  | Championnat           | Championnat | Championnat | Coupe(s) nationale(s) | Coupe(s) nationale(s) | Compétition(s) continentale(s) | Compétition(s) continentale(s) | Compétition(s) continentale(s) | Total | Total |
| Saison                | Club                  | Division              | M.          | B.          | M.                    | B.                    | Comp.                          | M.                             | B.                             | M.    | B.    |
| 2007-2008             | Paris Saint-Germain   | Division 1            | 15          | 0           | 1                     | 0                     | -                              | -                              | -                              | 16    | 0     |
| Sous-total            | Sous-total            | Sous-total            | 15          | 0           | 1                     | 0                     | -                              | -                              | -                              | 16    | 0     |
| 2008-2009             | AS Montigny           | Division 2            | 21          | 0           | 4                     | 0                     | -                              | -                              | -                              | 25    | 0     |
| 2009-2010             | AS Montigny           | Division 1            | 22          | 0           | 1                     | 0                     | -                              | -                              | -                              | 23    | 0     |
| Sous-total            | Sous-total            | Sous-total            | 43          | 0           | 5                     | 0                     | -                              | -                              | -                              | 48    | 0     |
| 2010-2011             | AS Saint-Étienne      | Division 1            | 22          | 0           | 5                     | 0                     | -                              | -                              | -                              | 27    | 0     |
| 2011-2012             | AS Saint-Étienne      | Division 1            | 22          | 0           | 2                     | 0                     | -                              | -                              | -                              | 24    | 0     |
| 2012-2013             | AS Saint-Étienne      | Division 1            | 21          | 0           | 3                     | 0                     | -                              | -                              | -                              | 24    | 0     |
| 2013-2014             | AS Saint-Étienne      | Division 1            | 20          | 0           | -                     | -                     | -                              | -                              | -                              | 20    | 0     |
| Sous-total            | Sous-total            | Sous-total            | 85          | 0           | 10                    | 0                     | -                              | -                              | -                              | 95    | 0     |
| 2014-2015             | Olympique lyonnais    | Division 1            | 4           | 0           | 3                     | 0                     | C1                             | 1                              | 0                              | 8     | 0     |
| 2015-2016             | Olympique lyonnais    | Division 1            | 5           | 0           | -                     | -                     | C1                             | 1                              | 0                              | 6     | 0     |
| Sous-total            | Sous-total            | Sous-total            | 9           | 0           | 3                     | 0                     | -                              | 2                              | 0                              | 14    | 0     |
| Total sur la carrière | Total sur la carrière | Total sur la carrière | 152         | 0           | 19                    | 0                     | -                              | 2                              | 0                              | 173   | 0     |

### En sélection
| Sélection | Année | Statistiques | Statistiques |
| Sélection | Année | Matchs       | Buts         |
| --------- | ----- | ------------ | ------------ |
| France    | 2015  | 3            | 0            |
| Total     | Total | 3            | 0            |